# Petaloscorpio bureaui
Petaloscorpio
Genre
Espèce
Petaloscorpio bureaui, unique représentant du genre Petaloscorpio, est une espèce fossile de scorpions de la famille des Gigantoscorpionidae.

## Répartition
Cette espèce a été découverte à Miguasha au Québec. Elle date du Dévonien.

## Étymologie
Cette espèce est nommée en l'honneur de René Bureau.

## Publication originale
- Kjellesvig-Waering, 1986 : « A restudy of the fossil Scorpionida of the world. » Palaeontographica Americana, vol. 55, p. 5-287.